# Øystein Møyla
Øystein Møyla, bijnaam van Øystein Øysteinsson, (? - 1177) was een Birkebeiner troonpretendent en tegenkoning (1176-1177) in Noorwegen. In 1176 werd hij door de Øyra-Ding tot koning gekozen.
De bijnaam Møyla betekent zoiets als: meisje, vrouwelijk, aantrekkelijke vrouw. Øystein was een buitenechtelijke zoon van koning Øystein II van Noorwegen en werd na de dood van Sigurd Markusfostre de leider en troonpretendent van de Birkebeiners. Hij was de tegenstander van koning Magnus V van Noorwegen.
Hij was een van de tegenkoningen tijdens de periode van burgeroorlogen in de Noorse geschiedenis die duurden van 1130 tot 1217. Tijdens deze periode waren er talloze elkaar overlappende conflicten op variërende schaal en intensiteit. De achtergrond van deze conflicten was de onduidelijke Noorse wet die de troonopvolging regelde, de sociale omstandigheden in die tijd en de strijd tussen kerk en koning. Er waren twee hoofdstromingen die (eerst nog naamloos of onder andere namen bekendstonden) als de Bagli-partij (de groepering die voornamelijk het bisdom Oslo, de adel rond het Oslofjord vertegenwoordigde) en de Birkebeiner-partij (de groepering die voornamelijk de boerenstand en landmannen vertegenwoordigde) bekend zouden worden. Hun voorman was meestal een troonpretendent van de partij in kwestie om zo op deze wijze te proberen de macht in Noorwegen te verkrijgen. Øystein Møyla hoorde tot de groep waaruit later de Birkebeiner-partij zou ontstaan. De Birkebeiners zou uiteindelijk in 1217 de machtsstrijd winnen toen hun kandidaat Haakon IV alleenheerser zou worden in Noorwegen.
Øystein zou in 1177 tijdens de slag bij Re worden gedood. Sverre Sigurdsson, de in 1176 van de Faeröer-eilanden overgekomen zoon van koning Sigurd II van Noorwegen, werd nu door de Birkebeiners naar voren geschoven als hun leider en (tegen)koning. In 1184 zou hij Magnus V weten te verslaan en alleenheerser in Noorwegen worden.